# アルゴル
アルゴル（Algol）は、ペルセウス座β星、ペルセウス座の恒星で2等星。

## 概要
星座の中ではペルセウスの持つ怪物メドゥーサの首にあたる。
アルゴル型変光星（食変光星）のプロトタイプで、2.867日の周期で、2.12 - 3.39等星の範囲を変光する。B型主系列星の主星Aの周囲をK型スペクトルの準巨星の伴星Bが2.867日の周期で周っており、このペアの外側約3auの軌道をAm星の伴星Cが1.86年の周期で周る、という階層型の三重連星である。近年の研究では、今から約730万年前には太陽から9.8光年の位置にあり、地球からは-3等級以上の明るさで見えたと推測されている。

### 変光
B星の軌道平面が地球からの方角と重なっており、B星がA星の前を通過するとA星からの光が遮蔽されることにより、地球から見た連星の合計の光度が一時的に低下し、最も光度の小さい状態になる。逆にA星がB星の前面を通過する時もわずかに減光する。
このアルゴルの食変光星のメカニズムは、イギリスのアマチュア天文家、ジョン・グッドリックが19歳の時に発見し、王立協会に発表したものである。後にこの発表は正しいと認められ、彼はコプリ・メダルを受賞するに至る。
2013年、ヘルシンキ大学物理学科の6名と同大ワールド・カルチャーズ学科の1名の研究者が、古代エジプト人が記録したカイロ暦を分析した結果「三千年前にはアルゴルの周期が2.850日だったことを示唆する証拠である」として、アストロフィジカルジャーナルに論文を発表している。

アルゴルABの動き - CHARA interferometerによる画像を合成して作成された動画

## 名称
学名はβ Persei（略称はβ Per）。固有名のアルゴル (Algol) は、アラビア語で「食屍鬼の頭」を意味する رأس الغول (ra's al-ghūl) が転訛したものである。この名前は10世紀の終わり頃には西洋に伝わっており、アラビアから西洋に伝わった星名として最も古いものの一つである。2016年6月30日に国際天文学連合の恒星の命名に関するワーキンググループ (WGSN) は、Algol をペルセウス座β星Aの固有名として承認した。